# Comodo Antivirus
Comodo AntiVirus — бесплатный антивирус с закрытым кодом компании Comodo для Microsoft Windows XP, Vista, Windows 7, Windows 8, Windows 8.1 и Windows 10. Comodo AntiVirus входит в состав Comodo Internet Security.

## Возможности программы
- Эвристический анализ.
- Проактивная защита.
- Защита от переполнения буфера.
- Встроенный планировщик сканирования.
- Ежедневные, автоматические обновления антивирусных баз.
- Изолирование подозрительных файлов в карантин для предотвращения инфекции.
- Обнаружение, блокирование и удаление вирусов из настольных компьютеров и сетей.

## Особенности программы
Проактивная защита включает в себя HIPS (Host Intrusion Prevention Systems) — система отражения локальных угроз. Задачей HIPS является контроль за работой приложений и блокировка потенциально опасных операций по заданным критериям.